# Никола Хаджипетков
Никола Петков Хаджипетков е български офицер (генерал-лейтенант), началник на щаба на войската в периода (10 декември 1938 – 11 август 1941).

## Биография
Никола Хаджипетков е роден на 28 януари 1891 г. в Търново. През 1910 г. завършва Военното училище в София, като на 4 септември е произведен в чин подпоручик. След завършването си е зачислен в 18-и пехотен полк.

### Балкански войни (1912 – 1913)
През Балканската война (1912 – 1913) е командир на рота в 18-и пехотен полк. На 5 август 1913 година е произведен в чин поручик.

### Първа световна война (1915 – 1918) и след това
През Първата световна война (1915 – 1918) е командир на тежко картечна рота в 18-и пехотен полк. На 16 март 1917 е произведен в чин капитан. От март 1918 г. е началник на Картечното училище при 1-ва армия.
През 1919 г. завежда курса по картечно дело във Военното училище в София. От 16 юли 1923 е завеждащ строевата подготовка на 5-и пехотен полк, а от 20 юли началник на Търновското бюро за набиране на доброволци. На 22 септември същата година е назначен за помощник-командир и завеждащ горската служба в 13-а жандармерийска дружина. На 12 август 1920 г. е произведен в чин майор, а на 26 март 1925 г. в чин подполковник. Същата година завършва Военната академия в София.
В периода от 17 май до 1 октомври 1926 е началник на секция в Щаба на армията, като от 12 октомври е командир на 1-ва жандармерийска дружина. От октомври 1926 до юли 1928 г. е командир на учебната дружина в Школата за ротни, батарейни и ескадронни командири. Завеждащ тактико-стрелковата подготовка в пехотния отдел на Стрелковата школа.
През 1928 г. е назначен за началник на отделение в Щаба на армията. На 6 май 1931 г. е произведен в чин полковник, като от 10 май 1932 г. е командир на 6-и пехотен полк. От май 1934 г. е началник на отделение в Щаба на армията, после Началник на Пехотната школа. През април 1935 г. е началник на търновския гарнизон. През май 1935 г. е назначен за началник на Военната академия, а от април 1936 г. е командир на 8-а пехотна дивизия.
През 1936 г. е началник на Военните учебни заведения, а от 5 април 1937 г. е началник на Военното училище и завеждащ курсовете за ротни, дружинни и полкови командири. На 6 май същата година е произведен в чин генерал-майор. През март 1938 г. е назначен за помощник-началник на Щаба на армията, а в периода от 10 декември 1938 до 11 август 1941 г. е началник на Щаба на армията. На 6 май 1940 г. е произведен в чин генерал-лейтенант. Под неговото ръководство започва модернизиране и превъоръжаването на войската На 11 август 1941 г. по собствено желание излиза в запаса, тъй като не приема приобщаването на страната към Тристанния пакт. След 9 септември 1944 година е арестуван, но е оправдан от Народния съд и на 15 април 1945 г. е освободен.
Генерал-лейтенант Никола Хаджипетков умира на 6 ноември 1949 година в София.

## Военни звания
- Подпоручик (4 септември 1910)
- Поручик (5 август 1913)
- Капитан (16 март 1917)
- Майор (12 декември 1920)
- Подполковник (26 март 1925)
- Полковник (6 май 1931)
- Генерал-майор (6 май 1937)
- Генерал-лейтенант (6 май 1940)

## Награди
- Орден „За храброст“ IV степен, 1-ви и 2-ри клас
- Орден „Св. Александър“ III степен без мечове и V степен с мечове по средата
- Орден „За военна заслуга“ II и V степен на военна лента